# Trichillidium quadridens
Trichillidium quadridens е вид бръмбар от семейство Листороги бръмбари (Scarabaeidae). Видът не е застрашен от изчезване.

## Разпространение
Разпространен е в Аржентина (Буенос Айрес, Ентре Риос, Кордоба, Кориентес, Салта, Сан Луис (Аржентина), Сан Салвадор де Хухуй, Сантяго дел Естеро и Тукуман), Боливия, Бразилия (Мато Гросо и Мато Гросо до Сул) и Парагвай.